# Before I Go to Sleep
Before I Go to Sleep è un film del 2014 diretto da Rowan Joffé.
È basato sull'omonimo romanzo del 2011 scritto da S. J. Watson, in Italia pubblicato con il titolo Non ti addormentare.

## Trama
Christine è una donna che, a seguito di un grave incidente, soffre di amnesia anterograda: da anni si sveglia ogni giorno senza ricordi del suo passato più recente (ricorda infatti solo i suoi primi venti anni di vita). Non ricorda di essere sposata, né di avere un figlio, né cosa le sia successo il giorno dell'incidente che è all'origine dei suoi problemi.
Con l'aiuto del dottor Nasch, che ogni giorno si mette in contatto con lei per ricordarle chi è lui e che vuole aiutarla, inizia ad usare una fotocamera con cui tenere un videodiario, registrando i progressi che riesce a fare, per non dover ricominciare ogni giorno dal principio.
Questo metodo l'aiuta a mettere insieme vari tasselli della sua vita passata, scoprendo così che suo marito Ben le mente in merito alla causa della sua patologia, dicendole che si trattò di un incidente quando invece fu un'aggressione. Scopre anche di avere un figlio e che la sua migliore amica Claire, che non vede da anni, non si è trasferita in Canada come sostiene Ben.
Capisce quindi, anche grazie all'amica Claire, che il suo vero marito non la vede da quattro anni, e l'uomo che si spaccia per Ben è in realtà Mike, suo ex amante e autore dell'aggressione che le ha rovinato la vita.
Mike, uscito allo scoperto, afferma di essere l'unico ad averla sempre amata ma poi torna ad essere violento con Christine che, stavolta, reagisce ferendolo e bloccandolo fino all'arresto.
Christine, convalescente su un letto di ospedale, riceve la visita del vero marito e del figlio Adam che non incontrava da anni. Nel rivedere Adam capisce che sta riacquistando la memoria.

## Produzione
Nel 2011 Ridley Scott comprò i diritti cinematografici del romanzo Non ti addormentare (Before I Go to Sleep) di S. J. Watson, affidando la sceneggiatura e la regia del progetto a Rowan Joffé. Nicole Kidman fu ingaggiata per interpretare la protagonista Christine nel mese di maggio 2012, mentre nei mesi seguenti furono ingaggiati anche i co-protagonisti Mark Strong e Colin Firth, su suggerimento dalla stessa Kidman dopo che i due avevano già interpretato insieme una coppia sposata in Le due vie del destino - The Railway Man.
Le riprese si sono svolte nella primavera del 2013 nei dintorni di Londra e della contea di Surrey, oltre che nei Twickenham Studios di Twickenham. Il budget speso per la realizzazione del film ammonta a circa 22 milioni di dollari.

## Distribuzione
Il film è stato distribuito dal 5 settembre 2014 nel Regno Unito e dal seguente 12 settembre negli Stati Uniti.

## Accoglienza

### Pubblico
Il film ha incassato 15,1 milioni di dollari al botteghino, non riuscendo dunque a recuperare i soldi spesi per la sua produzione.

### Critica
Sull'aggregatore Rotten Tomatoes il film riceve il 37% delle recensioni professionali positive con un voto medio di 5,03 su 10 basato su 118 critiche, mentre su Metacritic ottiene un punteggio di 41 su 100 basato su 31 critiche.